# Beit Iksa
Beit Iksa, en arabe : بيت إكس, est un village du gouvernorat de Jérusalem en Palestine. Il est situé au nord-ouest de Jérusalem en Cisjordanie.
Selon le recensement du bureau central palestinien des statistiques, la localité compte une population de 1 773 habitants en 2017.